# 四平駅
座標: 北緯43度09分56秒 東経124度22分01秒 / 北緯43.1655度 東経124.367度
四平駅（しへい-えき）は中華人民共和国吉林省四平市鉄西区にある中国国鉄瀋陽鉄路局が管轄する鉄道駅である。

## 利用可能な鉄道路線
中国国鉄
京哈線
平斉線
四梅線

## 駅周辺
- 鉄西区人民政府
- 鉄站前招待所
- 交通大廈
- 四平電信枢杻大楼
- 南仁興街小学

## 歴史
- 1902年 - 開業。[1]

## 隣の駅
中国国鉄
京哈線
昌図駅 - 四平駅 - 楊木林駅
平斉線
四平駅 - 八面城駅
四梅線
四平駅 - 平東駅